# تيا دياني
تيا دياني (من مواليد 2 أبريل 1992) هي ممثلة سنغالية تقطن في فرنسا. اكتسبت شهرة واسعة بعد مشاركتها في المسلسل الفرنسي حياة أكثر جمالا ومسلسل غويانا.

## المشوار الفني
درست دياني التمثيل الدولي لمدة ثلاث سنوات. ثم دخلت المجال الفني بين عامي 2014 و2015 من خلال المسلسل الفرنسي حياة أكثر جمالا الذي جسدت فيه دور تيريز. بالموازاة لعبت في عام 2014 في فيلم حفنة من الفتيات في دور بامبي.
في عام 2016، انضمت إلى فريق عمل مسلسل غويانا، الذي تم بثه على قناة كنال+ اعتبارًا من يناير 2017 في دور ليتيسيا الابنة بالتبني لإحدى الشخصيات الرئيسية.

## أعمالها

### أفلام
- 2014 : حفنة من الفتيات
- 2017 : النجمة الثانية
- 2019 : فتاة الريح

### مسلسلات
- 2014 - 2015 : حياة أكثر جمالا
- 2017 : غويانا (مسلسل تلفزيوني)

### أفلام قصيرة
- 2014: «مرض هومير» للمخرج ديان فالسون في دور «فاتو»[6]
- 2014: «أنثروبولوجيا رجل عصري» للمخرج جولي روبارس في دور «كريس»
- 2018: «الغابة للمخرج فيكتور» أومير في دور «أفا»